# 태순공주
태순공주 주헌희(중국어: 泰順公主 朱軒姬, 생년 미상 - 1593년)는 명나라의 공주이며, 명 신종의 8녀이다. 어머니는 덕빈 이씨이다.
주헌희는 만력 21년 3월 갑술일에 공주로 봉해지기 전에 요절하였고, 태순공주로 추서되었다. 